# Brionnais
Pour les articles homonymes, voir Brionnais (homonymie).
Le Brionnais est une petite région, pays traditionnel de France, situé dans le sud de la Bourgogne. Elle est réputée pour ses églises romanes, ses châteaux, sa gastronomie (région d'origine du bœuf charolais) et ses paysages verdoyants.

## Origine du nom et périmètre

### Origine du nom
Pour le linguiste Mario Rossi, le nom « Brionnais » apparaît, sous sa forme actuelle, au XIVe siècle, il succède à Briennois, Brienois, et au pagus brianensis. Diverses hypothèses sont émises sur l'origine du nom. Vient-il de son chef-lieu : Briennum (Briennon), Briannum (Briant) ou encore un oppidum gaulois disparu (Semur : Snemurum, vieilles murailles) ou d'une tribu gauloise : Brannoves, Branovices ? En tout cas, il est l'extrémité méridionale du pays des Éduens.

### Périmètre
Le périmètre actuel du Brionnais est beaucoup plus restreint que le Brionnais historique. C'est que, ainsi que le montre Anelise Nicolier « le Brionnais n'est ni une région physique naturelle, ni une division ecclésiastique. Le Brionnais va se former grâce à une politique volontaire due à la présence active de deux seigneuries féodales, incarnées par les familles de Semur et de Le Blanc ».
Lors de la création du Syndicat mixte du pays Charolais-Brionnais 129 communes sont énumérées comme membres du syndicat, dont 55 constituent le Brionnais. Ce sont celles qui appartiennent aux anciens cantons de Chauffailles, La Clayette, Marcigny et Semur-en-Brionnais.
Communes de l'ancien canton de La Clayette : Amanzé, Baudemont, Bois-Sainte-Marie, Châtenay-sous-Dun, Colombier-en-Brionnais, Curbigny , Dyo, Gibles, La Chapelle-sous-Dun, La Clayette, Ouroux-sous-le-Bois-Sainte-Marie, Saint-Germain-en-Brionnais, Saint-Laurent-en-Brionnais, Saint-Racho, Saint-Symphorien-des-Bois, Vareilles, Varennes-sous-Dun, Vauban.
Communes de l'ancien canton de Chauffailles : Anglure-sous-Dun, Chassigny-sous-Dun, Châteauneuf, Chauffailles, Coublanc, Mussy-sous-Dun, Saint-Edmond, Saint-Igny-de-Roche, Saint-Martin-de-Lixy, Saint-Maurice-lès-Châteauneuf, Tancon.
Communes de l'ancien canton de Marcigny : Marcigny, Saint-Martin-du-Lac, Chambilly, Melay, Chenay-la-Chatel, Artaix, Bourg-le-Comte, Céron, Baugy, Anzy-le-Duc, Vindecy , Montceaux-l'Étoile.
Communes de l'ancien canton de Semur-en-Brionnais : Briant, Fleury-la-Montagne, Iguerande, Ligny-en-Brionnais, Mailly, Oyé, Saint Bonnet-de-Cray, Saint-Julien-de-Jonzy, Saint-Christophe-en-Brionnais, Sainte-Foy, Sarry, Semur-en-Brionnais, Varenne-l'Arconce, Saint-Didier-en-Brionnais.
Population et superficie du Brionnais, au sens actuel :
|                            | Population (2012) | Superficie en ha | nombre de communes |
| -------------------------- | ----------------- | ---------------- | ------------------ |
| Canton Chauffailles        | 18 295            | 10 584           | 11                 |
| Canton La Clayette         | 7 426             | 18 523           | 18                 |
| Canton Marcigny            | 16 345            | 22 467           | 12                 |
| Canton Semur-en-Brionnais  | 15 102            | 19 659           | 14                 |
|                            |                   |                  |                    |
| Total Brionnais « actuel » | 57 168            | 71 233           | 55                 |

Le Brionnais « historique » : l'étendue maximale du Brionnais a été atteint aux XIe et XIIe siècles et comprenait, en plus des communes énumérées précédemment des communes aujourd'hui rattachées à d'autres départements ou d'autres entités administratives :
Communes aujourd'hui dans le département de la Loire : Charlieu, Saint-Pierre-la-Noaille, Saint-Nizier-sous-Charlieu, Pouilly-sous-Charlieu, Briennon, Noailly, Saint-Denis-de-Cabanne, Saint-Germain-Lespinasse, Vivans, Saint-Forgeux-Lespinasse, Changy.
Communes aujourd'hui dans le département de l'Allier : Avrilly, Chassenard
Communes aujourd'hui dans le département du Rhône : Aigueperse, Saint-Bonnet-des Bruyères, Saint-Clément-de-Vers, Saint-Igny-de-Vers,
Communes appartenant toujours au département de Saône-et-Loire mais aujourd'hui appartenant à d'autres pays traditionnels ou administratifs : L'Hôpital-le-Mercier, Saint-Yan, Varenne-Saint-Germain, Versaugues, Saint-Julien-de-Civry, Prizy, Ozolles, Montmelard, Trivy, Dompierre-les-Ormes, Matour, Saint-Léger-sous-la-Bussière.

## Géologie
À la fin de l’ère primaire (paléozoïque), il y 350 millions d’années, le Brionnais est occupé par une zone montagneuse allant de l’Auvergne aux Ardennes. Le plissement hercynien crée des zones basses tel que la dépression d’Autun ou de Montceau-les-Mines ou encore de Digoin à Châlon-sur-Saône. Ces dépressions furent comblées par des sédiments marins,.
Lors de l’ère secondaire (le mésozoïque) la mer recouvre largement le territoire. Durant le trias (entre – 250 et -201 millions d’années) les sédiments sont des marnes (sédiments argileux) et des grès.
Durant l’ère tertiaire (à partir de – 66 millions d’années), la mer s’étant retirée, le plissement des Alpes se produit, la zone des monts du Charolais et du Beaujolais se soulève. L’érosion a emporté les sédiments et laisse apparaître le granit (Varennes-l’Arconce, Sarry, Oyé..). Parallèlement au soulèvement de certaines zones il y a effondrement d’autres (la plaine de Roanne).
C’est cette histoire géologique qui donne au Brionnais ce relief contrasté, offrant des paysages si caractéristiques.
L’ère quaternaire (troisième période de l’ère du cénozoïque, - 2,5 millions d’années)  est marquée par l'apparition du réseau hydraulique actuel.

## Géographie

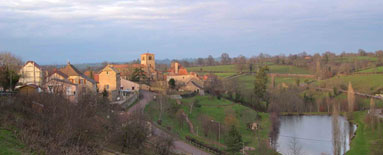
Briant, au cœur du Brionnais.

Le Brionnais est situé à l'extrémité sud-ouest du département de Saône-et-Loire, dans la partie sud de la Bourgogne.
Il est au contact du pays Charolais, situé au nord et présentant un paysage vallonné et bocagé, du Roannais, situé au sud, facilement accessible par la vallée de la Loire, du Bourbonnais, situé à l’ouest de l’autre côte de la Loire, au sud il est arrosé par le Sornin, et à l'est il s'appuie sur les monts du Beaujolais. Le pays est encadré par les départements de l'Allier, de la Loire et du Rhône.
Les principaux centres de la région sont Marcigny, Semur-en-Brionnais, Chauffailles, La Clayette, Saint-Julien-de-Civry et Saint-Christophe-en-Brionnais, célèbre pour son marché hebdomadaire de bestiaux.
Le Brionnais est une région vallonnée, d'altitude comprise entre 240 m (au niveau de la Loire) et 550 m (au centre). À l'est, sur le prolongement des terrains granitiques du Massif central, le relief est plus accidenté et les altitudes plus élevées : 736 m pour la montagne de Dun, 712 m au col des Écharmeaux (communication avec la vallée de l'Azergues).
Le relief du Brionnais est contrasté : vallonnement peu prononcé à l'ouest, terrasses alluviales sableuses et argileuses bordant la Loire, terrains sédimentaires au centre où dominent les grès et les calcaires, sous-sol granitique dans le Brionnais oriental.
Le Brionnais est une région bocagère essentiellement tournée vers l'élevage bovin de race charolaise, qui y aurait été créée (à Oyé).
Fleuves, rivières et canaux Trois cours d'eau jouent, approximativement, le rôle de frontière du Brionnais : la Loire, le Sornin, l'Arconce. Par ailleurs l'homme a construit le canal de Roanne à Digoin qui longe la Loire pour sa partie brionnaise.
La Loire est le fleuve qui a permis la présence de nombreux peuples en Brionnais. Ce grand fleuve de France entre dans le Brionnais au sud-ouest du département. Bien que possédant une hydrologie capricieuse, la Loire a été, pendant longtemps, le support d’une navigation de commerce importante (la marine de Loire). Celle-ci devait se maintenir, depuis Saint-Just-Saint-Rambert (42) à Briare (45), jusqu’au milieu du XIXe siècle (époque de l’avènement des canaux de Roanne à Digoin et du canal Latéral à la Loire).
Le Sornin et ses affluents : le Sornin prend sa source dans le Haut Beaujolais (département du Rhône). Il sinue à travers les vallons sur 47 kilomètres jusqu’à sa confluence avec la Loire (Charlieu, département de la Loire, mais historiquement cette ville fait partie du Brionnais). Le bassin versant s’étend sur 520 km2. La largeur moyenne du Sornin sur son cours inférieur (Charlieu) est de 15 m. Le caractère montagneux lui confère un caractère torrentiel sur la majeure partie de son cours (département du Rhône et de la Saône-et-Loire). Sur la partie aval, dans le département de la Loire, il coule dans la plaine alluviale avec une sinuosité importante. Son principal affluent est le Botoret, de 23,4 km, qui prend sa source à 700 m d’altitude, au col des Aillets sur la commune de Belleroche (Loire). Il rejoint le Sornin au pont de Char sur la commune de Saint-Denis-de-Cabanne à 278 m d'altitude. Ses autres affluents d’amont en aval sont : le ruisseau le Sornin (homonyme) de 11,9 km sur les quatre communes de Saint-Clément-de-Vers, Saint-Igny-de-Vers, Saint-Racho, et Propières ; Le ruisseau le Bief, 3,3 km, sur les deux communes de Châtenay et Saint-Racho ; le ruisseau de la Proie 12,7 km sur la seule commune de Varennes-sous-Dun ; la Genette ou ruisseau du Fourneau ou ruisseau de la Bazolle , de 15,6 km, prend sa source dans la montagne de Saint-Cyr sur la commune de Montmelard et traverse cinq communes ; le ruisseau le Grinçon 3,5 km sur les deux communes de Varennes-sous-Dun et La Chapelle-sous-Dun ; les Barres ou ruisseau des Monts 7,9 km sur les cinq communes de Vareilles, Baudemont, Saint-Maurice-lès-Châteauneuf, Chassigny-sous-Dun, et Saint-Laurent-en-Brionnais ; le Mussy ou ruisseau de Mousset, 20,3 km, qui prend sa source au Cul du Loup sur la commune de Propières (Rhône) sur neuf communes ; le ruisseau des Equetteries, 11,1 km, qui prend sa source au bois de la Jugnon sur la commune de Vauban, sur six communes ; le Bézo, 18,2 km, qui prend sa source aux Bassets sur la commune de Saint-Christophe-en-Brionnais.; le Chandonnet 16,6 km qui prend sa source à Chabas sur la commune du Cergne et traverse sept communes ; l'Aillant 7,8 km sur les deux communes de Pouilly-sous-Charlieu et Saint-Hilaire-sous-Charlieu.
L'Arconce : l'Arconce est un affluent rive droite de la Loire et marque approximativement la limite entre le Charolais et le Brionnais. Elle prend sa source au cœur des monts du charolais. au sud du Mont Saint-Vincent en amont du lieu-dit "les Brosses Tillots" sur la commune de Mary et se jette dans la Loire à Varenne-Saint-Germain. Son tracé est très sinueux. Elle draine un bassin versant de 662 km2, enserré entre les bassins de la Bourbince, de la Grosne et du Sornin. L'Arconce possède un réseau hydrographique très étendu grâce à de nombreux affluents. Les principaux sont (de l'amont vers l'aval) la Recordaine (sous-affluent la Recorne), la Sonnette, la Semence (sous-affluents : les ruisseaux de la Carrèze et du Gâ), l'Ozolette (ses sous-affluents les ruisseaux de Laxaux-Epinassy, de Chanda, du Reuil Defer, des Pierres et de Rambutea), le Lucenay, le Sermaize, les Mauvières, la Belaine, le Sélore, le Bonnet.

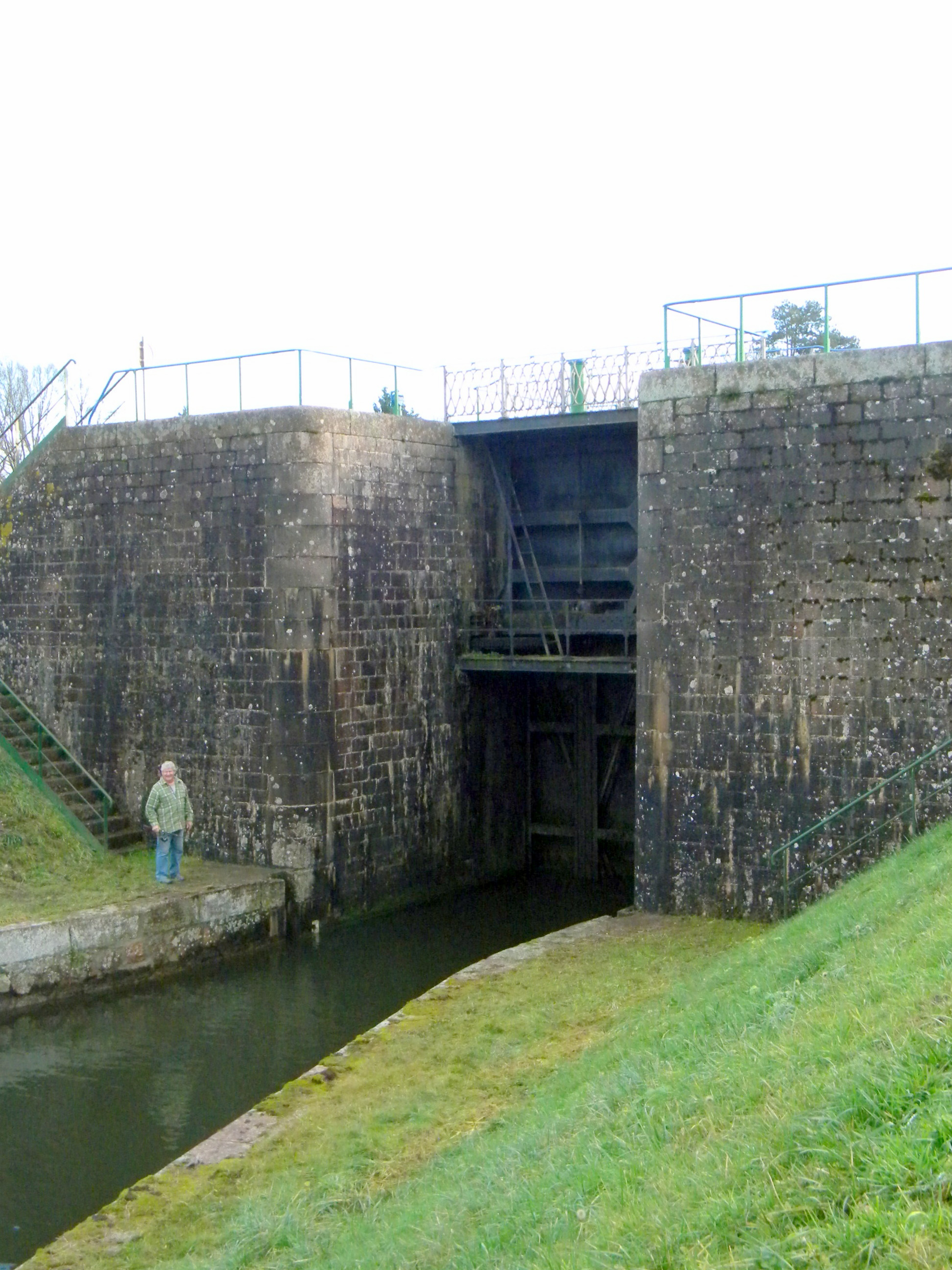
Écluse no 7 sur le canal de Roanne à Digoin, sur la commune de Bourg-le-Comte. Lors de sa construction en 1899, elle était, avec ses 7,20 m de chute, la seconde plus haute écluse de France, derrière celle de Flandres sur le canal Saint-Denis, à Paris.

Le canal de Roanne à Digoin : ce canal ouvert en 1838 dans le cadre du Plan de Louis Becquey des 5 août 1821 et 14 août 1822, est long de 55,6 kilomètres et concerne trois départements : Loire, Saône-et-Loire et Allier. Il comporte dix écluses et relie Roanne à Digoin, du moins plus exactement Chassenard, dans l'Allier. Il se raccorde au canal Latéral à la Loire (à Chavanne, commune de Chassenard), ce qui lui permet d'être aussi connecté par un bief de ce dernier au canal du Centre dans Digoin (donc d'un côté, au nord-ouest, à la Seine, et de l'autre, à l'est, à la Saône). Conçu par l'ingénieur Louis Pascal et financé par la Compagnie Franco-Suisse, il comportait à l'origine 13 écluses de 31 m sur 5,20 m rachetant une chute d'environ 38 m. Dans le cadre de la loi Freycinet du 5 août 1979, d'importants travaux ont ramené ce nombre de 13 à 10 dont trois de haute chute remplaçant chacune deux écluse très rapprochées. Ces nouvelles écluses, les actuelles, mesurent 39,50 m de longueur utile sur 5,20 m. Le mouillage (profondeur) du canal est passé de 1,60 m à 2,20 m de manière à pouvoir accueillir des bateaux longs de 39 m portant jusqu'à 280 tonnes.
- Accès, voies de communication :

Le Pays Brionnais est situé en retrait des grandes infrastructures de communication. Néanmoins, situé à une centaine de kilomètres au nord-ouest de Lyon, la région est aisément accessible. Les infrastructures importantes ne traversent pas le Brionnais, mais les territoires limitrophes : - la RCEA Route Centre-Europe Atlantique relie la façade atlantique à l’Est de la France - L’autoroute Lyon-Roanne-Clermont-Ferrand – Bordeaux, A72. Ces deux axes contribuent au désenclavement de l’Ouest de la Saône-et-Loire et du Nord de la Loire et impactent le Brionnais. Les principales routes traversant le Brionnais sont la RD 482 (Roanne-Digoin ou Roanne-Paray-le-Monial par Iguerande, Marcigny...). Les autres voies significatives relient La Clayette à Marcigny, Charolles à Marcigny, Chauffailles (une des voies d'entrée dans le Brionnais en venant de Lyon après avoir passé le col des Écharmeaux), à Charlieu et Marcigny.
Réseau ferroviaire : La ligne de train Paray-le-Monial - Lyon dessert l'est du pays (gares de Paray, La Clayette et Chauffailles). La gare de Paray est également reliée à Clermont-Ferrand, Orléans et Tours via Moulins. Enfin, une navette SNCF relie Roanne, Marcigny et Paray à la gare du Creusot TGV, permettant d'atteindre Paris en respectivement 2h35 et 2h15.
L'aéroport de Saint-Yan est situé à Saint-Yan, à quelques kilomètres au sud de Paray-le-Monial.
Le Brionnais est une zone de frontière, au contact de plusieurs pays, départements, régions, bassins. Les contraintes du relief, de l’éloignement des pôles urbains font que son bassin de vie se réduit principalement au Charolais et au Nord du Roannais.

## Économie

### Démographie
Évolution de la population de 1968 à 2013
| Canons                          | 1968   | 1975   | 1982   | 1990   | 1999   | 2008   | 2013   | Variation 2013/1968 |
| ------------------------------- | ------ | ------ | ------ | ------ | ------ | ------ | ------ | ------------------- |
| ex-canton de Marcigny           | 7 838  | 7 454  | 7 135  | 6 556  | 6 185  | 6 319  | 6 299  | -19,61 %            |
| ex-canton de Semur-en-Brionnais | 5 593  | 5 163  | 5 143  | 4 865  | 4 965  | 4 999  | 5 156  | -7,81 %             |
| ex-canton de Chauffailles       | 8 445  | 8 741  | 8 800  | 8 410  | 8 243  | 8 366  | 8 206  | -2,83 %             |
| ex-canton de La Clayette        | 8 842  | 9 062  | 8 684  | 8 090  | 7 608  | 7 412  | 7 194  | -18,54 %            |
| Total                           | 30 710 | 30 420 | 29 782 | 27 921 | 27 001 | 27 096 | 26 855 | -12,57 %            |

Catégories socioprofessionnelles des ménages, selon la personne de référence, en 2013 (INSEE)
| catégorie socio-professionnelle                   | nombre de ménages | %        | population des ménages | %        |
| ------------------------------------------------- | ----------------- | -------- | ---------------------- | -------- |
| Ensemble                                          | 12 013            | 100,00 % | 26110                  | 100,00 % |
| Agriculteurs exploitants                          | 475               | 3,95 %   | 1 322                  | 5,06 %   |
| Artisans, commerçants, chefs d'entreprise         | 758               | 6,31 %   | 2 166                  | 8,30 %   |
| Cadres et professions intellectuelles supérieures | 482               | 4,01 %   | 1 207                  | 4,97 %   |
| Professions intermédiaires                        | 1 121             | 9,33 %   | 3232                   | 12,38 %  |
| Employés                                          | 878               | 7,31 %   | 1 968                  | 7,53 %   |
| Ouvriers                                          | 2 440             | 20,31 %  | 6 441                  | 24,67 %  |
| Retraités                                         | 5 582             | 48,47 %  | 9 107                  | 34,89 %  |
| Autres personnes sans activité professionnelle    | 275               | 2,29 %   | 581                    | 2,23 %   |

### Secteur primaire

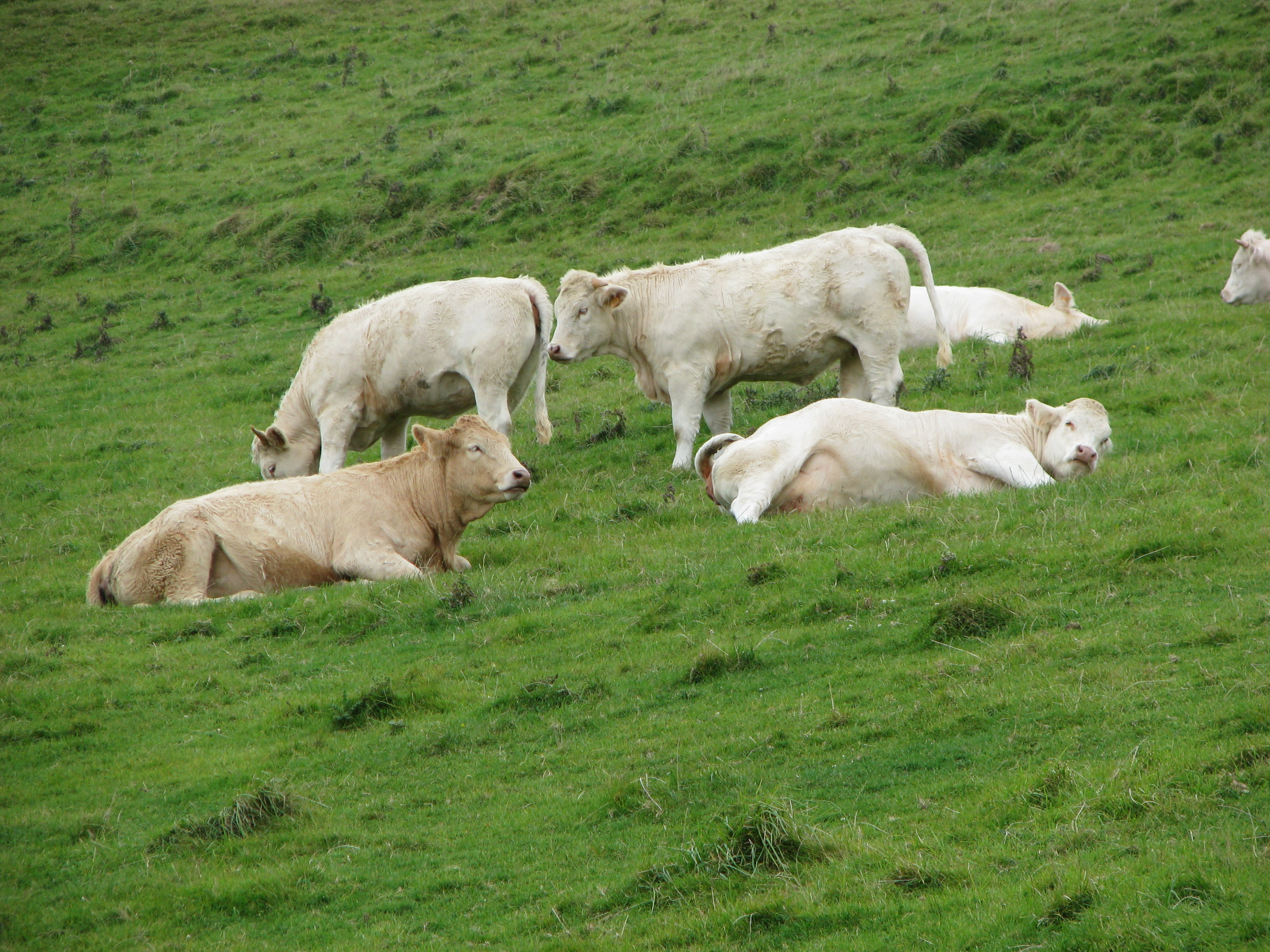
Charolaises.

Le Brionnais est principalement une région agricole, tournée vers l'élevage bovin (race charolaise).
Le marché aux bestiaux de Saint-Christophe-en-Brionnais (le mercredi matin pour le marché au cadran et l'après-midi pour le marché traditionnel) existe depuis 1488 ; il est le plus important de France pour la race charolaise (70 000 bovins par an).
L'évolution des modes de vie et des pratiques de commercialisation a conduit à un certain fléchissement de l'activité dans sa forme traditionnelle existante : c'est pourquoi la création d'un marché aux enchères (marché au cadran) a été réalisée en 2009.
Le marché au cadran sert à la commercialisation des broutards, puis des animaux maigres, tandis que les bovins de boucherie continuent à être négociés sur le marché traditionnel.
Depuis 2010, une appellation d'origine contrôlée concerne cette viande bovine.
Autres productions agricoles du Brionnais : Il y a également des chèvres dont le lait sert à la fabrication de fromage (le Charolais). Le Charolais est un fromage de garde, c'est l’un des plus gros fromages de chèvre : il pèse de 250  à   310 grammes, a 7 cm de hauteur et 6 cm de diamètre minimum à mi-hauteur.
L'exploitation forestière est plus développée à l'est du Brionnais.
Les autres activités sont l'élevage ovin, et l'horticulture à Marcigny, la production de vin (vin des Fossiles à Mailly), le safran à Sainte-Foy, les huiles à Iguerande, les escargots à Briant.

### Secteur secondaire
Le secteur secondaire reste représenté, avec des entreprises locales devenues internationales :
- les poteries et céramiques Émile Henry depuis 1850 à Marcigny, avec 3,5 millions de pièces produites par an[15] ;
- les forges de La Clayette depuis 1919 (pièces en fonte et alliages divers)[16] ;
- la société Potain devenue leader mondial de la grue à tour. Créée en 1928, elle avait son siège mondial à La Clayette jusqu'en 1974[17]. Rachetée en 2001 par l'américain Manitowoc, elle a subi de plein fouet la crise économique mondiale de 2008[18]. Le site de production historique de La Clayette a fermé en 2010 suivi par le centre de formation des grutiers en 2013[19].

### Secteur tertiaire
Le tourisme est à l'origine de nombreuses activités culturelles et de loisirs.
Trois offices de tourisme sont présents sur le territoire et permettent de connaître les manifestations, les événements, les offres d'hébergement, les lieux naturels à visiter, les circuits de randonnées, les monuments : office de tourisme de Marcigny-Semur-en-Brionnais à Marcigny, office de tourisme du Sud Brionnais à La Clayette et Chauffailles.

## Histoire

### Le Brionnais avant leXesiècle
La découverte de silex taillés, de haches de bronze, de vases, de monnaies témoignent d'une présence humaine très ancienne dans le Brionnais, en particulier près de la Loire.
Les celtes arrivent en Gaule vers 450 av. J.-C. La présence de gaulois est attestée, par exemple à la Tour de Saint-Maurice-lès-Châteauneuf où les archéologues ont découvert sculptures et traces d'habitations.
Il n'y a aucune certitude sur l'origine et les caractéristiques des gaulois présents dans le Brionnais. Courtépée (cf bibliographie) parle des brannovices, peuple allié aux Éduens mais cette affirmation est aujourd'hui fortement contestée. Mario Rossi avance le nom de Brigantes. À cette époque Briant est sans doute le centre politique, Dyo le centre religieux et Céron et Artaix, des centres agricoles et commerciaux, Dun et Semur des oppida (lieux fortifiés situés sur une hauteur). Les exploitations agricoles créées pendant la période gallo-romaine sont alignées sur un plan parallèle à la Loire mais sont réparties dans la plus grande partie du Brionnais.
Le Brionnais a subi des invasions barbares dès le milieu du IIIe siècle, d'abord avec les alamands.
La période romaine est marquée par l'arrivée du christianisme. Les prédicateurs remontant le Rhône ont fondé les premières églises à Vienne et surtout Lyon (Lugdunum) avec (dès 180) saint Pothin et Saint Irénée, puis, de là, à Autun (Augustodunum). À partir de 313, date de la conversion de l'empereur romain Constantin la religion chrétienne sort de la clandestinité ; elle est dès lors présente dans le Brionnais. Il va se développer une structure religieuse parallèle aux structures « civiles » allant de la paroisse à l'évêché, qui après la décomposition de l'Empire romain va de fait assurer la transition avec les successeurs des romains.
L'époque du haut Moyen Âge (Ve – Xe siècle)
Les Burgondes, originaire de Scandinavie (Borgund en Norvège), passent le Rhin en 407 et arrivent plus tard en Bourgogne en 465 à Autun. Ils sont probablement arrivés par l'est de la région, suivant un itinéraire qui va de Chalon à Joncy, Bois-Sainte-Marie, Génelard, puis direction d'Autun.
Les Francs : alors que les Burgondes s'installent sur le sud-est de la Gaule, les Francs occupent d'abord la partie nord ; mais ils cherchent à étendre leur territoire et mènent plusieurs offensives. Ils attaquent le royaume burgonde en 524. C'est en 534 que la Burgondie est partagée entre les fils de Clovis. Cette victoire n'a été possible que grâce à l'appui de l'église. Mais, écrit Chizelle "bien que les francs ne se soient pas installés en bourgogne à titre de fédérés, comme les burgondes, mais en conquérants, il semble que la population n'est pas eu à trop souffrir de leur présence, les autorités locales restèrent en place".

### Charolais et Brionnais: une histoire commune

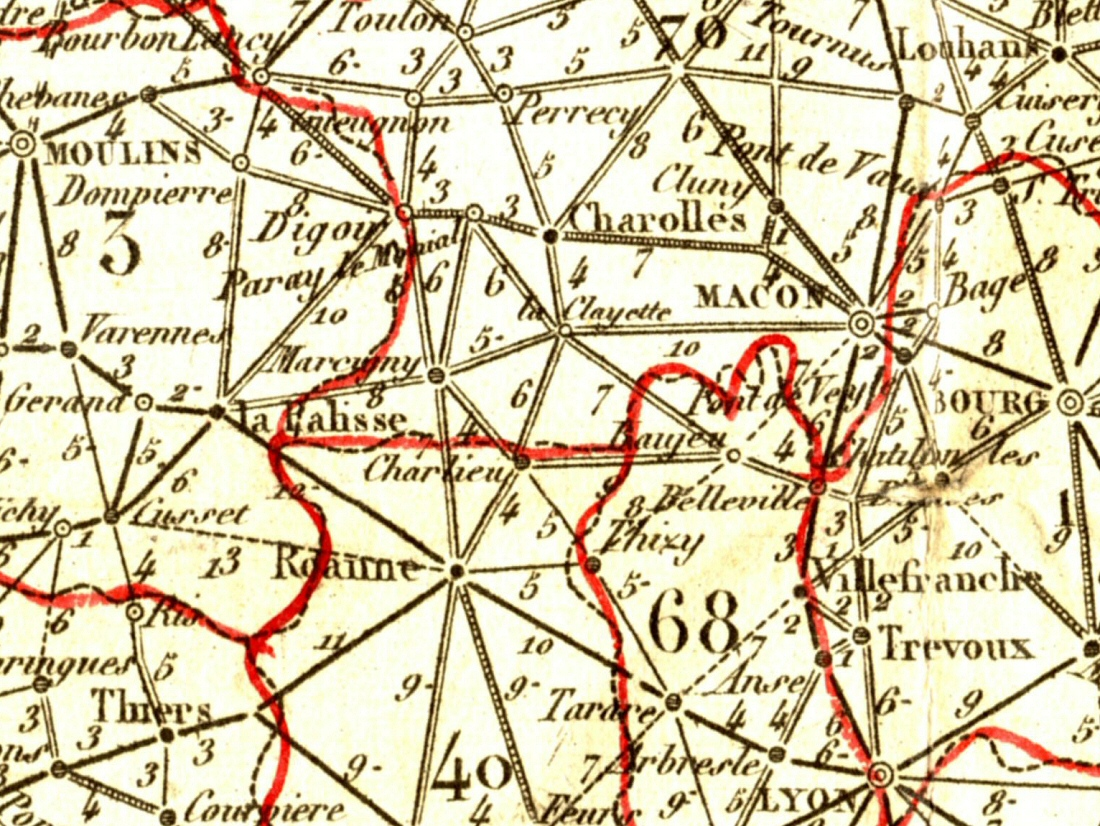
Carte de la Bourgogne vers 1830 extraite du tableau de la France en 86 départements.

Les « pagus » Charolais et Brionnais sont deux anciens bailliages créés sous le règne de Saint Louis. Politiquement, ces deux pays ont suivi des voies très chaotiques. Le Charolais sera confisqué au roi Charles II d’Espagne en 1684, mais annexé à la couronne seulement en 1751. Le Brionnais relevait pour certaines paroisses du Parlement de Paris et du bailliage de Mâcon, et pour d’autres du Parlement de Dijon et du bailliage secondaire de Semur-en-Brionnais, relevant lui-même du bailliage principal d'Autun. Ces deux petits pays se sont néanmoins forgé une histoire commune où pays, paysans et paysages sont fortement liés.
Au moment de la Révolution, le bailliage de Semur et les paroisses mâconnaises du Brionnais ont intégré le district de Marcigny. Ce district à ensuite rejoint celui de Bourbon-Lancy et de Charolles pour former l'arrondissement de Charolles.
Le Brionnais est actuellement fédéré avec le Charolais et le Bourbonnais au sein du Pays Charolais-Brionnais.

### Les barons de Semur

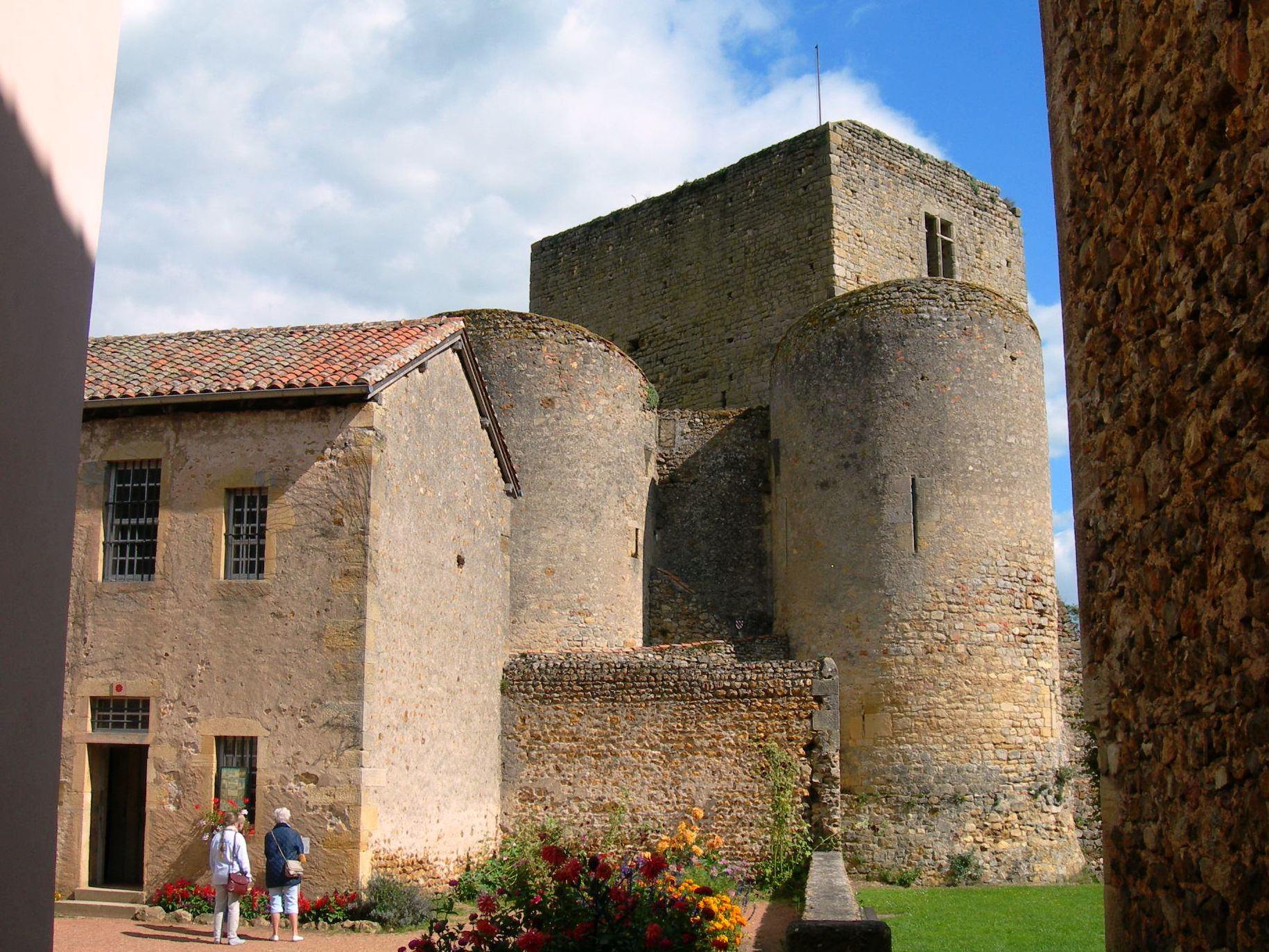
Restes du château des barons de Semur.

Dès le début du haut Moyen Âge, et jusqu'au commencement du XIVe siècle, le Brionnais fut le siège d'une puissante baronnie, celle des barons de Semur.
Faute de documents, les origines de la famille de Semur sont obscures. Sans doute, séduit par le site, un seigneur de passage dans la région, Froilan de Chambilly, fit-il construire un château féodal au sommet du promontoire de Semur, dominant et contrôlant ainsi la vallée de la Loire.
La baronnie se développa alors sous l'impulsion des seigneurs de Semur, dont certains connurent gloire et puissance, tel Dalmas Ier, dit le Grand (tué en 1048).
L'un de ses fils, Hugues - le futur saint Hugues - (1024-1109), deviendra grand abbé de Cluny et jouera un rôle important dans toute la chrétienté.
Une fille de Dalmas, Hélie, épousa le duc de Bourgogne Robert Ier. Le fait même qu'une fille de la seigneurie de Semur ait été choisie pour femme par l'un des princes les plus puissants de France, et sans doute de la chrétienté, montre bien que la famille de Semur, au XIe siècle, était considérée.

Blason des barons de Semur-en-Brionnais
D'argent à trois bandes de gueules.

Pendant plusieurs siècles, la baronnie de Semur va connaître prospérité et sécurité. Cette puissance, le calme relatif de la province brionnaise, l'encouragement, la protection et l'aide apportés par la famille des barons, tout cela peut expliquer partiellement la mise en chantier, dès le XIe siècle, de plusieurs églises dans le Brionnais. Le premier couvent de femmes dépendant de Cluny fut également fondé à Marcigny. L'influence spirituelle d'Autun, centre religieux important du monde de la chrétienté, et de Cluny, qui connut un rayonnement sans précédent aux XIe siècle et XIIe siècle, essentiellement sous l'autorité de saint Hugues, grand abbé de Cluny, constitue également une explication.
Ajoutons enfin qu'il existait la possibilité de se procurer, sur place, les matériaux nécessaires à la construction des édifices. Des carrières, d'où était extraite la belle pierre jaune du Brionnais, sont encore visibles aujourd'hui.

### La Révolution française et le Brionnais
Le décret de l'Assemblée Nationale du 14 décembre 1780 réorganise les pouvoirs locaux. Dans toutes les communes de nouveaux dirigeants sont élus tels qu'Antoine de La Métherie à La Clayette et Louis-Marie de Montillet à Marcigny. Marcigny, après Semur-en-Brionnais, est désigné comme chef-lieu de district (composé des cantons de Marcigny, La Clayette, Chauffailles, Anzy-le-Duc, Montceaux-l'Étoile, Melay, Saint-Christophe-en-Brionnais, Mailly, Châteauneuf ainsi que des communes de Versaugues et de l'Hôpital-le-Mercier).

## Organisation administrative et politique
Il n'existe pas de structure administrative à compétence générale intervenant sur le territoire mais une pluralité d'organisations :
- le Brionnais appartient à l'arrondissement de Charolles[32] (sous-préfecture).
- il fait partie de la 2e circonscription électorale législative (Bourbon-Lancy, Charolles, Chauffailles, La Clayette, Digoin, Gueugnon, Marcigny, Paray-le-Monial, Saint-Bonnet-de-Joux, Semur-en-Brionnais. Edith Gueugneau, divers gauche, a été élue député le 20 juin 2012[33].
- il est intégré au département de Saône-et-Loire (chef-lieu Mâcon)[34].

- les communes sont membres du « Pays Charolais-Brionnais » qui regroupe 129 communes. Il est chargé de l'élaboration et du suivi du SCOT (Schéma de Cohérence Territoriale) avec lequel le PLU de chaque commune doit être compatible. Il a la charge de mettre en œuvre des politiques de développement.
- à l'Agence de l’eau Loire Bretagne[35]. Elle met en œuvre le schéma directeur d’aménagement et de gestion des eaux.
- Communauté de communes : en application de la loi quatre communautés de communes ont été créées, chacune correspondant au canton existant : communauté de communes de Semur-en-Brionnais ; communauté de communes du pays clayettois (La Clayette)[36]; Communauté de communes du canton de Chauffailles dite du sud-Brionnais[37]; Communauté de communes du canton de Marcigny[38]. Chacune de ses communautés exerce des compétences dans le domaine du tourisme, des affaires sociales, de l'environnement, du sport, de la culture, des loisirs...
- Syndicat Mixte d'Elimination et de Valorisation des Ordures Ménagères (SMEVOM)[39] du Charolais-Brionnais et Autunois Il regroupe 173 communes et assure la collecte des ordures ménagères, gère des déchetteries et des unités de traitement.

## Lieux et monuments, tourisme
Églises romanes :
C'est au Xe siècle que sont construites, dans le sud de la Bourgogne, d'importantes églises : Cluny II, Saint-Vincent à Mâcon, Saint-Philibert à Tournus, vers 960-980. C'est aux XIe et XIIe siècles que sont édifiées les églises, chapelles et abbayes du Brionnais. C'est qu'une partie du Brionnais appartenait au Mâconnais. Il y a cependant des différences significatives dans les constructions mâconnaises et brionnaises, ainsi que l'écrit Jean Virey "l'ancien diocèse de Mâcon se composait de deux territoires le Mâconnais et le Brionnais, très différents au point de vue monumental. Si les dispositions générales des édifices restent les mêmes ainsi que les grands caractères de l'école bourguignonne, la richesse de la décoration et la perfection de la sculpture distinguent l'architecture du Brionnais. L'explication de cette différence se trouve dans la nature de la pierre prise sur place pour construire les églises. Nous trouvons dans le Brionnais l'emploi de colonnettes, de chapiteaux, de linteaux et tympans... ".
Les paroisses du Brionnais n'appartiennent pas toutes au diocèse de Mâcon mais à trois diocèses différents : celui d'Autun pour les archiprêtré de Bois-Sainte-Marie, de Semur-en-Brionnais et de Pierreffite-sur-Loire ; celui de Mâcon pour l'archiprêtré de Charlieu ; celui du diocèse de Lyon pour la paroisse de Melay.

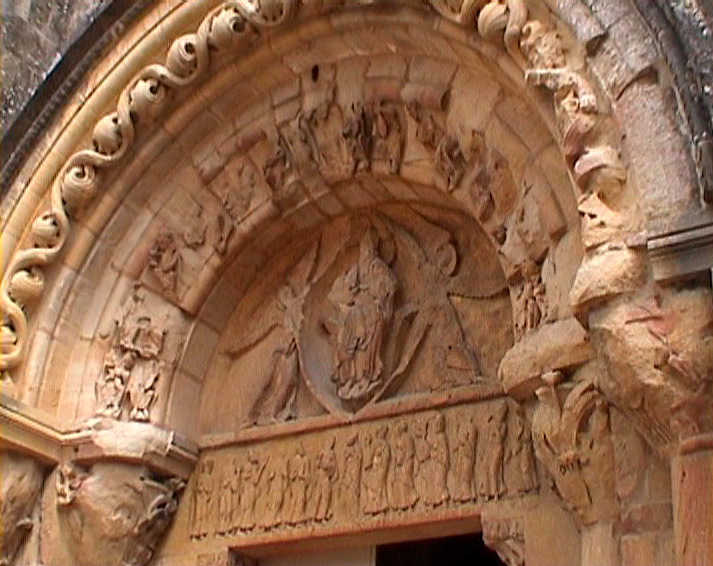
Tympan de l'église d'Anzy-le-Duc.

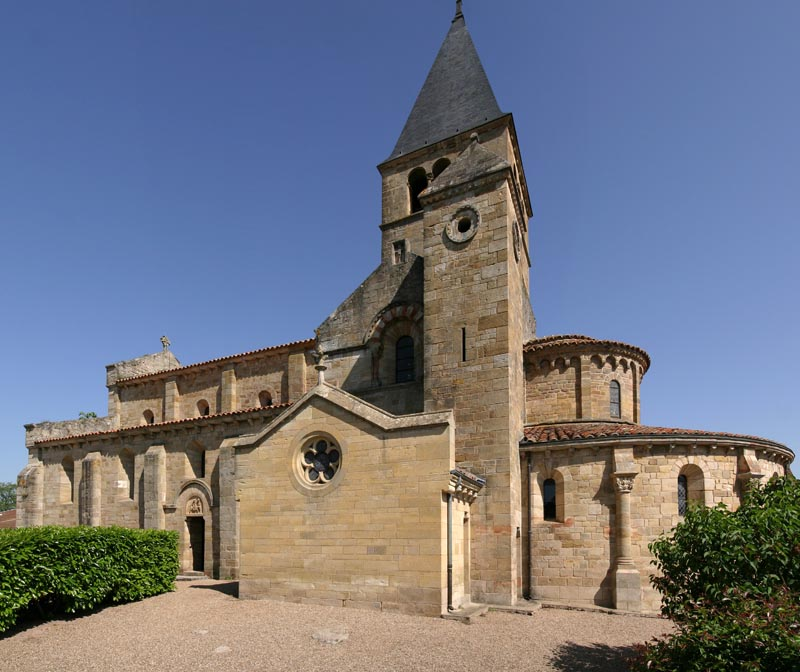
Église de Bois-Sainte-Marie.

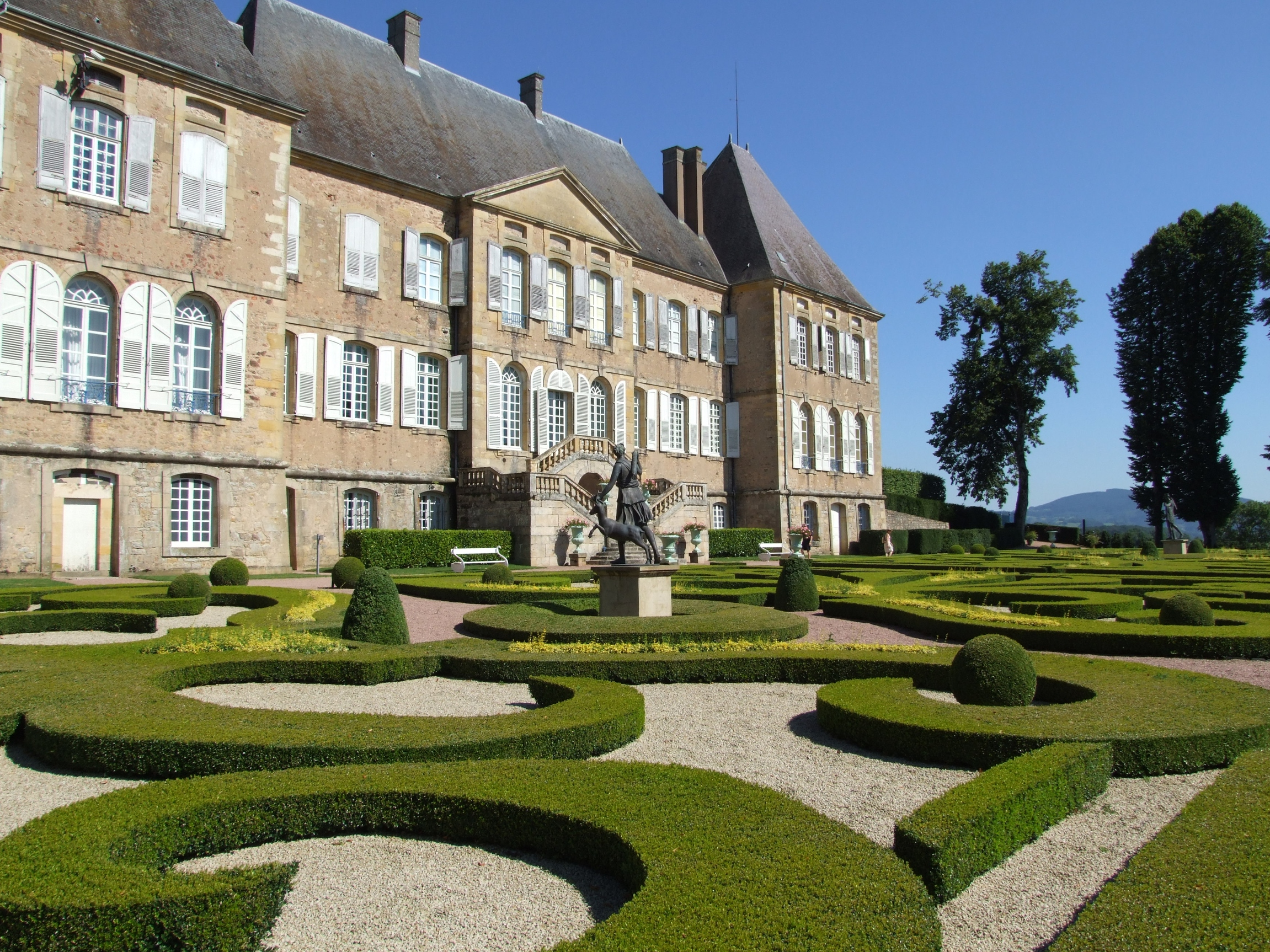
Château de Drée.

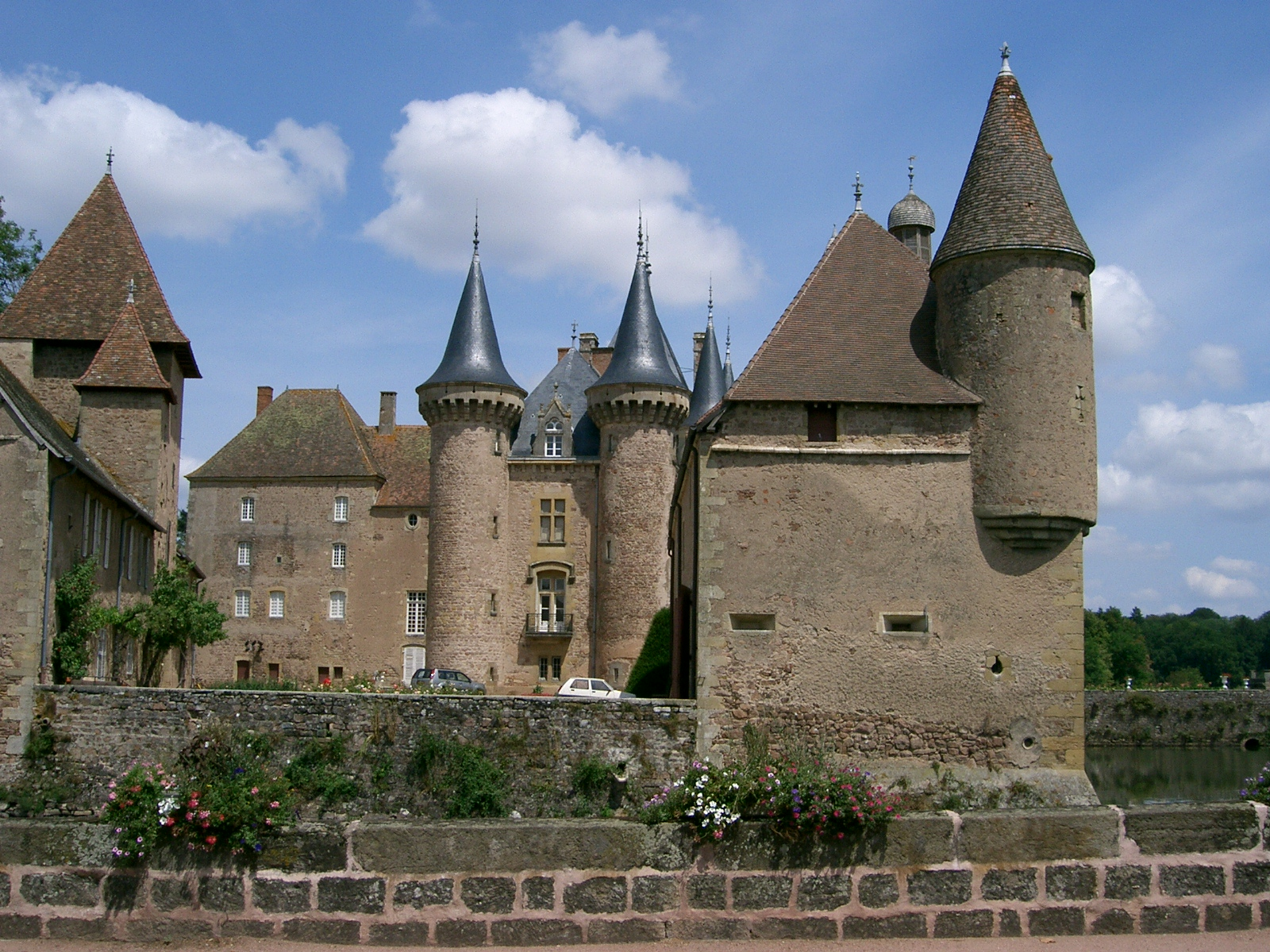
Château de La Clayette.

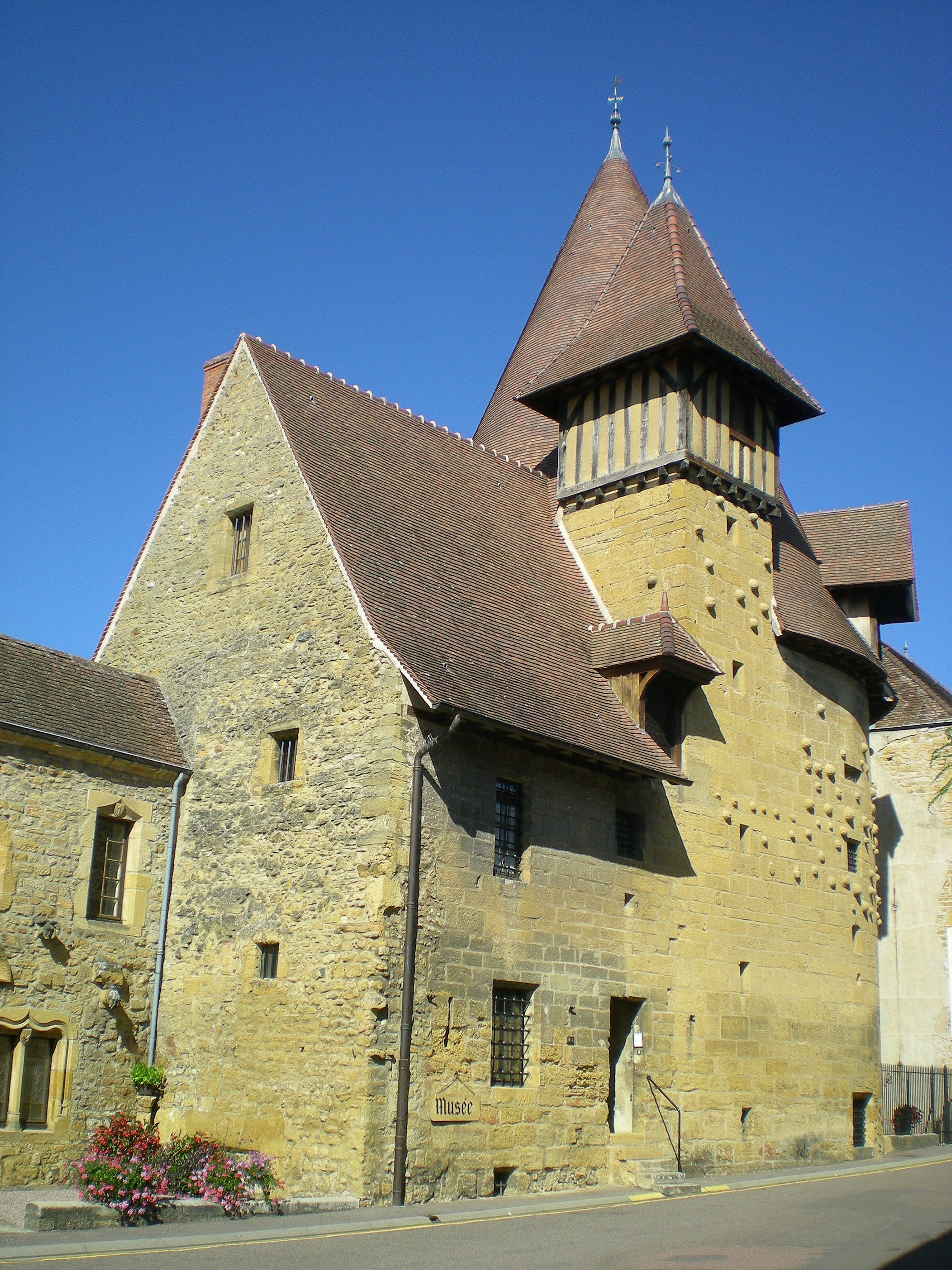
Tour du Moulin, Marcigny.

- Amanzé Amanzé l'ancienne église de style gothique flamboyant. C'Amanzé se trouvait dans le cimetière. Il n'en subsiste que le bras droit du transept.
- Anzy-le-Duc L'église d'Anzy-le-Duc est considérée comme l'une des plus intéressantes du Brionnais et de l'art roman. Les aspects les plus notables : l'équilibre général, le clocher octogonal, le décor sculpté (quarante chapiteaux sculptés, des modillons...), la crypte. L'harmonie des volumes est perceptible tant à l'extérieur qu'à l'intérieur. Le clocher est une tour octogonale. Il est haut de 26,77 m, se divise en trois étages de baies (vingt au total). L'église est entourée des bâtiments du prieuré, dont le donjon dit « tour de justice ».
- Baugy
- Bois-Sainte-Marie
- Briant
- Charlieu (Abbaye)
- Châteauneuf
- Curbigny
- Fleury-la-Montagne
- Iguerande
- Ligny-en-Brionnais
- Marcigny
- Melay
- Montceaux-l'Étoile
- Oyé
- Saint-Bonnet-de-Cray
- Saint-Germain-en-Brionnais
- Saint-Julien-de-Civry
- Saint-Julien-de-Jonzy
- Saint-Laurent-en-Brionnais
- Saint-Martin-de-Lixy
- Saint-Martin-du-Lac
- Saint-Maurice-lès-Châteauneuf
- Saint-Prix (Chapelle de)
- Semur-en-Brionnais
- Vareilles
- Église Saint-Pierre-aux-Liens de Varenne-l'ArconceVauban

Châteaux : 
Au Moyen Âge les châteaux sont édifiés par les seigneurs. Ils ont plusieurs fonctions : d'une part ce sont des résidences et le signe de la puissance de leur propriétaire et d'autre part ils assurent la défense du territoire, car les seigneurs doivent la sécurité à leur population. La dimension du château doit être suffisante pour accueillir la population qui veut s'y réfugier. Dans le Brionnais il existe une grande variété de châteaux ; Jean-Marie Jal distingue :
- le château-fort construit en pierre sur une hauteur
- la motte castrale au sommet d'une butte artificielle de terre une tour, entourée de fossés, est construite ;
- la maison forte : elle est construite sur un terrain un peu surélevé par rapport à l'environnement, elle ressemble à un petit château.
- la maison seigneuriale est d'abord une résidence
- le château moderne (XVIe au XIXe siècle) et le manoir : l'aspect défensif est très restreint, il s'agit de rechercher confort, beauté, lumière...
- la Tour du Moulin de Marcigny faisait partie de l'enceinte fortifiée de la ville.

Les principaux châteaux :
- Château de Drée XVIIe (Curbigny). Ce château[43] a été édifié à partir des années 1650 par François de Bonne de Créquy, 3e duc de Lesdiguières gouverneur du Dauphiné, à l’emplacement de la maison forte de la Bazolle. Vendu par les princes de Lorraine, héritiers des De Créquy, à Étienne comte de Drée en 1748.
- Château de La Clayette XIVe. Le château, construit en 1380 a été jusqu'à la Révolution, le centre de l'une des seigneuries les plus importantes de la région. Il subsiste du XIVe siècle les communs munis d'échauguettes, la tour de Paray et la porte fortifiée. Au XVIIIe siècle, de nouveaux bâtiments furent ajoutés au donjon médiéval et au XIXe siècle, une partie fut remaniée dans un style néo-renaissance.
- Château Saint-Hugues XIe (Semur-en-Brionnais). Situé sur un promontoire naturel à 400 m d’altitude, le château se compose d’un imposant donjon quadrangulaire, daté du Xe siècle, protégé d’une enceinte.
- Château de Chaumont XVIe – XVIIIe siècle (Oyé). S’élevant sur trois niveaux (dont un niveau de combles mansardés percé de lucarnes), le château présente un plan en F composé d’un corps de logis principal, de deux ailes en retour d’équerre (agrandie au XVIIIe siècle) et d’une ancienne grange dans le prolongement du corps de logis à l’est.
- Château de Chauffailles.Construit à proximité du ruisseau du Botoret par les de Villon, premiers seigneurs de Chauffailles mentionnés au XIe siècle, le château est possédé du XVe au XVIIIe siècle par une branche cadette de la famille d’Amanzé. Il passe au comte Claude-Marie de Saint-Georges (seigneur de Saint-André près de Roanne) par mariage, peu avant la Révolution. Celui-ci est à l’origine de l’allée de platanes et sans doute du remaniement du corps de logis principal que l’on peut admirer entre les deux belles tours médiévales du château primitif.
- Château de Daron (Oyé).
- Château d'Oyé.
- Château de Chevannes XIIe-XVIe (Saint-Racho).
- Château de Launay (Sainte-Foy).
- Château de Vaux, XIVe (Saint-Julien-de-Civry).
- Château des Gateliers (Saint-Denis-de-Cabanne).
- Le Moulin d'Arconce (Poisson).
- Il existe des traces de châteaux disparus[44] dans les communes d'Amanzé, Anglure, Baugy (château d'Argues), Saint-Julien-de-Jonzy  (château de Chamron et château de Villeret), Châteauneuf (château du roi), Saint-Laurent-en-Brionnais (château de Corson), Gibles (château du Côté), Saint-Racho (château de Dun), Ligny-en-Brionnais (château de l'Étoile), Iguerande (château du Troncy), Montceaux-l'Étoile (château de Montceau), Saint-Maurice-lès-Chateauneuf (château de Moulin-le-Bost et château de Viry), Saint-Bonnet-de-Cray (château de la Motte-Can), Artaix (château de Narbot), Saint-Christophe-en-Brionnais (château de Noyers et château de Saint-Christophe), Melay (château de Montsarrier), Oyé (château de Sancenay), Varennes-sous-Dun (château de Trémont), Vauban (château de Vauban), Tancon (château de Verpré)

Musées :
- Musée de la Tour du Moulin (Marcigny): le musée de la Tour du Moulin[45] expose une collection riche et variée : céramiques, art sacré, histoire et patrimoine local. Chaque année, une exposition est présentée. En 1913, deux érudits locaux exposent à la Tour du Moulin des objets trouvés au fil de leurs recherches. En 1949, Charles Damiron collectionneur fait une donation qui enrichit particulièrement le musée. En 2002, cette richesse lui vaut d'être Musée de France.
- Musée du tissage (Chauffailles). Le musée[46] présente toutes les manipulations "du fil à l'étoffe" : tissage manuel sur métier à bras ou sur les métiers mécaniques. Sont présentées diverses machines permettant le dévidage, le cannetage et l'ourdissage.
- Musée d'Oyé (Oyé). Le musée "La Mémoire d’Oyé"[47] présente dans un bâtiment du XVIIIe, la vie du village autrefois : objets de la vie quotidienne, photos et documents anciens, reconstitution d'une salle de classe, d'un intérieur brionnais, salle consacrée à la guerre de 1914-18... À l'extérieur et au sous-sol sont exposés le matériel agricole d'il y a un siècle, l'atelier du sabotier, du menuisier, la cave, une exposition photos "Jean Billon, photographe amateur de 1910 à 1925".
- Musée d'Iguerande (Iguerande musée "Reflet Brionnais"). Le musée[48] raconte la vie quotidienne vers 1950 (habitat, vigne et outils, pêche en Loire, musique, élevage, vêtements d'époque...).
- Musée de la Voiture à Cheval[49] à Marcigny.
- Salon permanent de l'automobile (Chauffailles).
- Musée de la filature & moutonthèque (Varennes-sous-Dun).
- Musée automobile (La Clayette).

Autres lieux de culture :
- Semur-en-Brionnais, appartient aux Plus Beaux Villages de France : collégiale Saint-Hilaire, château Saint-Hugues, auditoire de justice, hôtel de ville, prieuré, chapelle de Saint-Martin-la-Vallée sont les monuments les plus intéressants.
- Melay «Espace d'exposition du Pressoir » cet espace d'exposition accueille des expositions temporaires dont la  "Melay, village des crèches"[50] qui se déroule de début décembre à mi-janvier, consacrée à l'art populaire de la crèche dans le monde et à l'évocation de la crèche animée du Père Duclaux, ancien curé du village. Le pressoir à grand point date de 1683 et provient du château de Maulévrier (7 m de long - 3,60 m de haut) il est visible à l'Espace du Pressoir.
- Melay : stèle commémorative de la Résistance au lieu-dit " Bagneaux". Cette stèle est un hommage à Jean Moulin, au général Delestraint et à Christian Pineau qui ont atterri clandestinement à Melay dans la nuit du 19 au 20 mars 1943.
- Musée-Ecole (Saint-Christophe-en-Brionnais).
- Galerie d'art « L'archipel sur le lac » (Saint-Martin-du-Lac).
- Galerie d'art « expOyé » (Oyé).
- Visite de la Chocolaterie Dufoux, élu meilleur chocolatier de France (La Clayette).
- Viaduc de Mussy-sous-Dun, La curiosité touristique de Mussy-sous-Dun est son imposant viaduc ferroviaire qui fut érigé entre 1892 et 1895. Avec une longueur de 561 mètres, une hauteur de 63 mètres et ses 18 arches, le viaduc de Mussy est l'un des plus importants et spectaculaires ouvrages de pierre construit pour les besoins des chemins de fer au XIXe siècle. inscrit aux Monuments historiques (aire de loisirs au pied).

Evénements culturels :
- Festival Musique en Brionnais : festival de musique de chambre et de découverte du patrimoine du Charolais-Brionnais.
- "Eté musical d'Anzy-le-Duc", concerts donnés dans l'église romane.
- la Fête du Pot-au-feu de Saint-Christophe-en-Brionnais, le deuxième dimanche d'août.
- Biennale d'art contemporain de Marcigny et de La Clayette
- Marcynéma : festival annuel de cinéma de Marcigny, fin octobre-début novembre.
- Awaranda, festival des musiques celtiques à Iguerande, en septembre.

Environnement et espaces naturels remarquables
- La vallée de la Loire (de Iguerande à Decize) est un site classé Nature 2000[51]. La Loire constitue un axe de migration[52], d'hivernage et de reproduction privilégié. La qualité des milieux et la diversité des habitats constituent des atouts pour de nombreuses espèces d'oiseaux que ce soit lors des migrations (canards, limicoles, échassiers), de l'hivernage (oies) ou de la reproduction. La Loire héberge des espèces nicheuses caractéristiques des cours d'eau à dynamique fluviale active (Sterne pierregarin, Sterne naine, Œdicnème criard, petit Gravelot et Chevalier guignette).
- Le marais de Montceaux-l'Étoile, est un "espace naturel sensible"[53] d'une superficie de 6,5 hectares, comprend un observatoire ornithologique et permet d'observer faune et flore du Brionnais.
- Montagne de Dun (Saint-Racho). Église, panorama.
- Les jardins romans de l'Arconce (Varenne-l'Arconce).
- Oyé  Jardin du château de Chaumont : ce jardin à la française labellisé "Jardin Remarquable" créé au XVIIIe siècle par Jean Circaud de Chaumont fut restauré au début du XXe par Albert du Marais, selon les plans de Gabriel Luizet. Des parterres gazonnés, des buis et une roseraie agrémentent le parc, fermé par une charmille en forme de tonnelle longue de 350 m.